# Baalzebub brauni
Baalzebub brauni är en spindelart som först beskrevs av Jörg Wunderlich 1976.  Baalzebub brauni ingår i släktet Baalzebub och familjen strålspindlar.
Artens utbredningsområde är Queensland. Inga underarter finns listade.